# John Elwood Bundy
Pour les articles homonymes, voir Bundy.
John Elwood Bundy, né le 1er mai 1853 dans le comté de Guilford dans l'État de la Caroline du Nord et décédé le 17 janvier 1933 à Cincinnati dans l'État de l'Ohio aux États-Unis, est un peintre impressionniste américain. Installé à Richmond, membre du groupe de Richmond (en), il réalise principalement durant sa carrière des peintures de paysage de sa contrée d'adoption, aimant particulièrement peindre dans ses toiles les nombreuses hêtraies de la région ou prédomine le hêtre à grandes feuilles.

## Biographie
John Elwood Bundy naît dans le comté de Guilford dans l'état de la Caroline du Nord en 1853. Il grandit à Monrovia dans l'état de l'Indiana. Durant son enfance, il bénéficie du soutien artistique de l'écrivain et poète James Whitcomb Riley. En 1875 il épouse Mary Marlatt, Il étudie brièvement auprès du peintre Barton S. Hays, avant de se rendre à New York afin d'étudier les peintures du Metropolitan Museum of Art. De retour dans l'Indiana en 1886, il réside à Martinsville ou il travaille comme professeur. En 1888, il travaille comme professeur à l'Earlham College et s'installe à Richmond, ou il exerce également le métier de photographe.
Il devient peintre à plein temps en 1895. Il installe son studio à Richmond ou il est l'année suivante l'un des membres fondateurs de la Society of Western Artists (en) (en compagnie des peintres William Forsyth (en), T. C. Steele (en) et J. Ottis Adams). En 1898, il participe avec le journaliste et critique d'art William Dudley Foulke (en) à la création du Richmond Art Museum (en). En 1904, il participe à l'exposition universelle de Saint-Louis dans le Missouri et expose à la Pennsylvania Academy of the Fine Arts de Philadelphie. Il expose pour la première fois à l'académie américaine des beaux-arts en 1911.
Membre du groupe de Richmond (en) dont il était le doyen, il réalise principalement durant sa carrière de multiples paysages de sa contrée d'adoption, aimant particulièrement peindre dans ses toiles les nombreuses hêtraies de la région ou prédomine le hêtre à grandes feuilles. Il a également peint des paysages de la région de la Californie et du nord du Michigan, ou il a séjourné à Petoskey.
En 1929, malade, il déménage avec son fils et sa belle-fille à Harlingen dans l'état du Texas. Il décède lors d'une cure dans un sanatorium à Cincinnati dans l'état de l'Ohio en 1933. Il repose dans le cimetière de Earlham à Richmond.
Ces œuvres sont notamment visibles ou conservées au Richmond Art Museum (en) de Richmond, au Haan Mansion Museum of Indiana Art (en) de Lafayette, à l'Indiana State Museum et au musée d'Art d'Indianapolis, à l'Evansville Museum of Arts, History and Science (en) d'Evansville, au Chippewa Valley Museum d'Eau Claire, au David Owsley Museum of Art (en) de Muncie, au Fort Wayne Museum of Art (en) de Fort Wayne et au Swope Art Museum (en) de Terre Haute.

## Œuvres

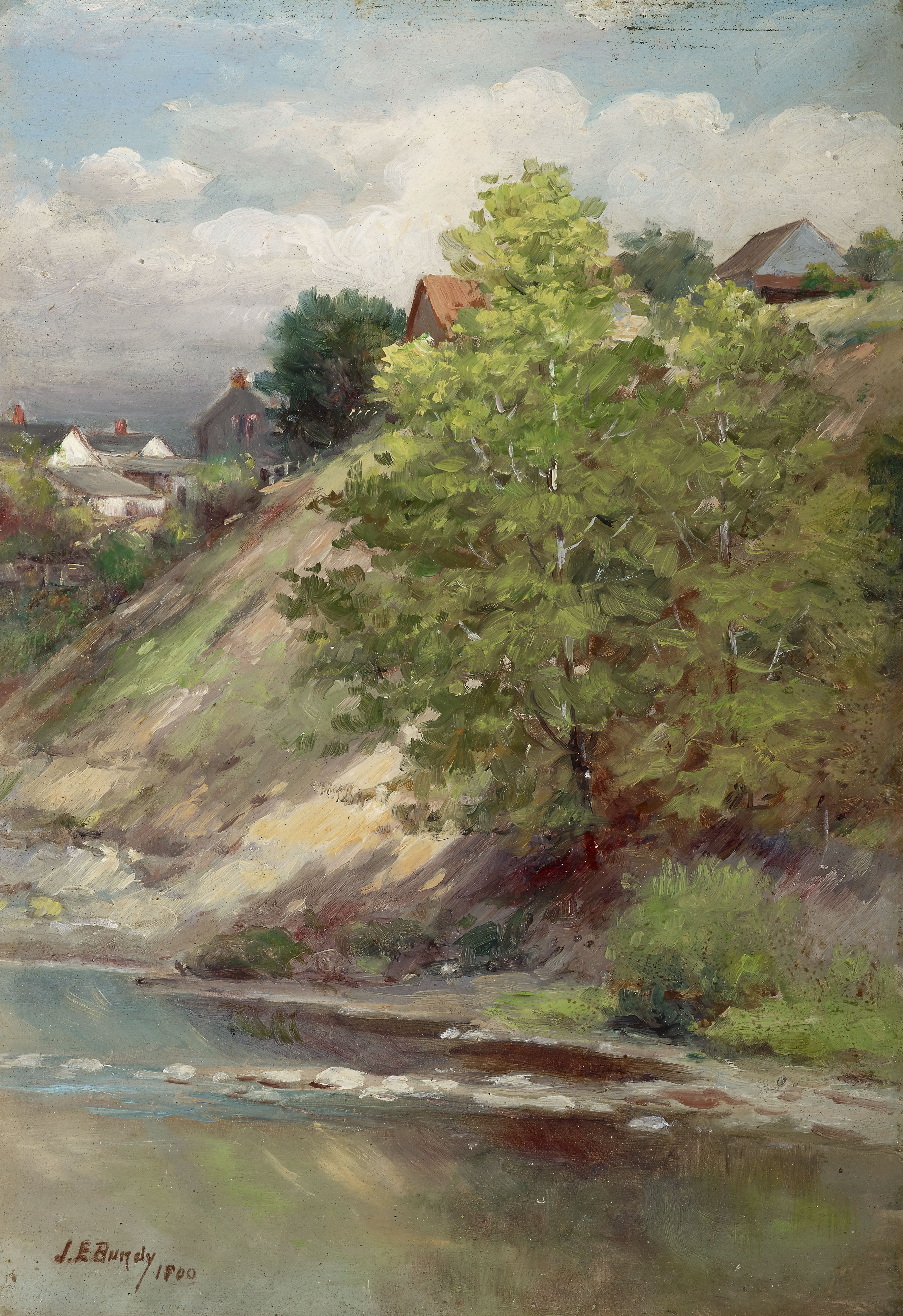
Landscape, 1900
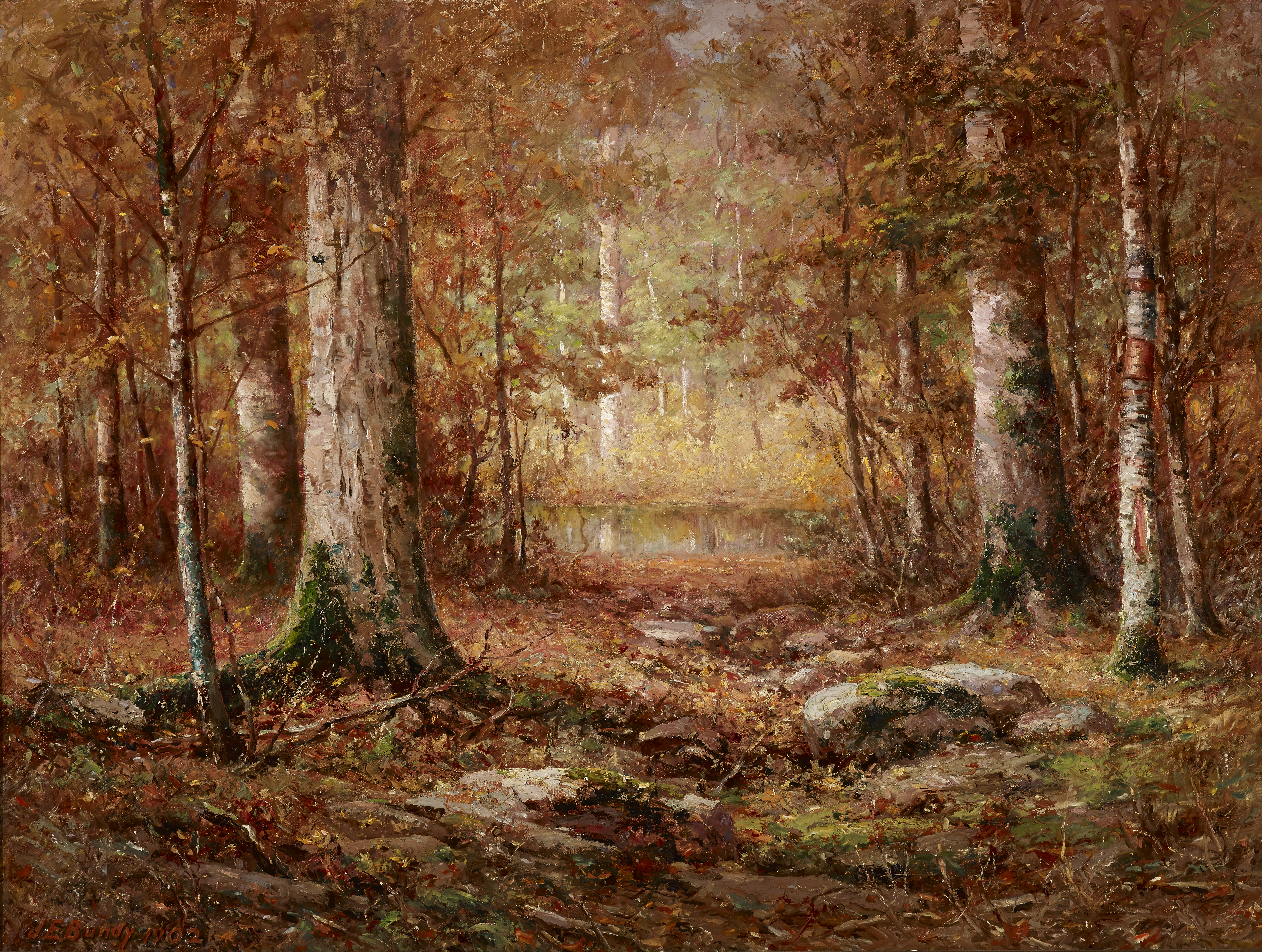
Woodland, Northern Michigan
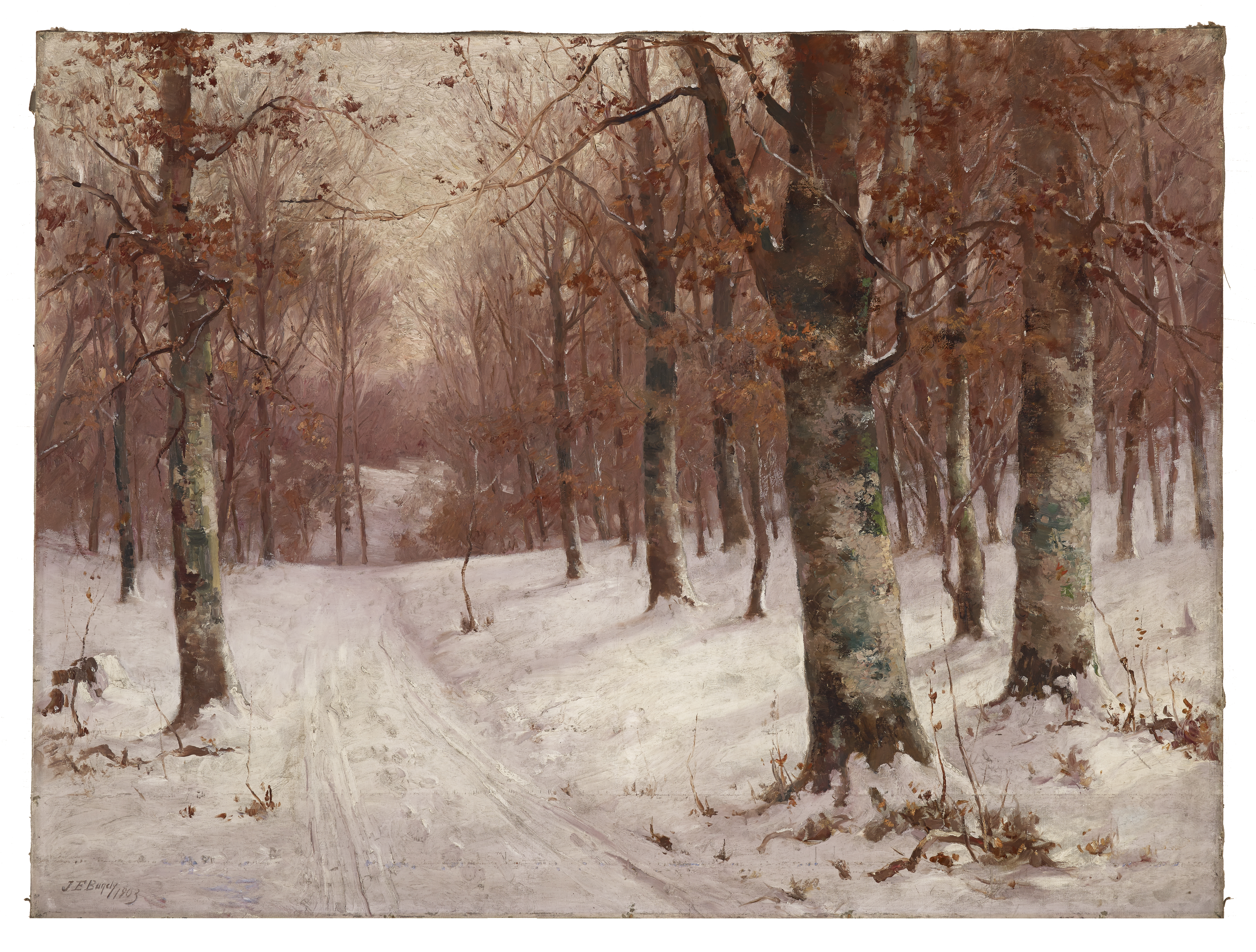
Woods in Winter, 1903
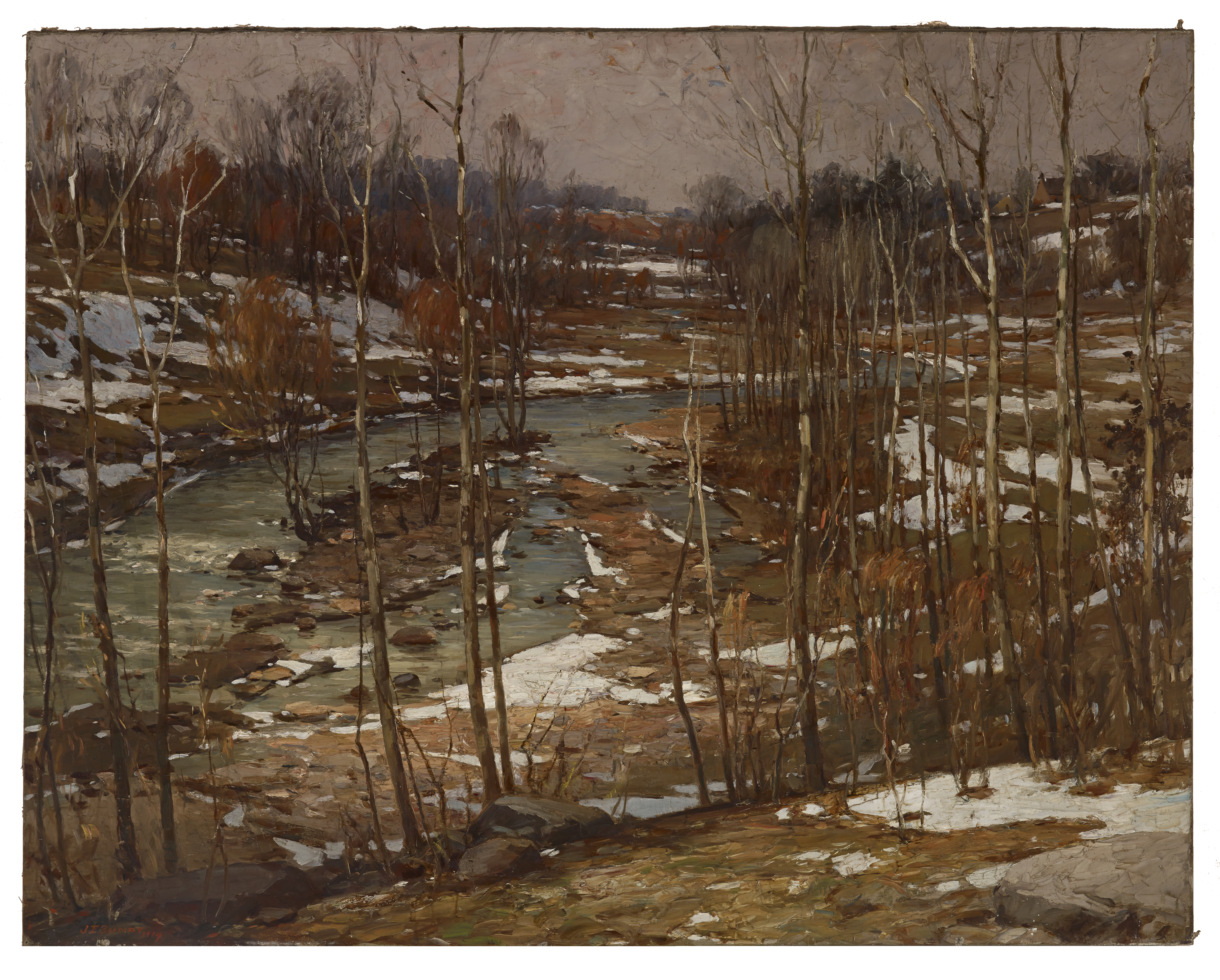
Wane of Winter, 1914, Musée d'Art d'Indianapolis